# مش (فرنچایز)
مَش (انگلیسی: M*A*S*H; سرواژهٔ Mobile Army Surgical Hospital) یک فرنچایز چندرسانه‌ای شامل یک رمان، یک فیلم، چندین مجموعه تلویزیونی، تئاتر و موارد دیگر و بر پایه داستان نیمه خودزندگی‌نامه‌ای ریچارد هوکر است. این فرنچایز گروهی از شخصیت‌های خیالی را به تصویر می‌کشد که در طی جنگ کره در محل خیالی «۴۰۷۷مین بیمارستان سیار جراحی ارتش (مَش)» خدمت می‌کردند که بر اساس یونیت تاریخی ۸۰۵۵مین مش بود. هاکای پیرس به عنوان شخصیت اصلی توسط دونالد ساترلند در فیلم سال ۱۹۷۰ مش و توسط آلن آلدا در مجموعه تلویزیونی مش بازی شده‌است.